# Campionati del mondo di atletica leggera 1987 - Salto con l'asta
La gara del salto con l'asta maschile dei Campionati del mondo di atletica leggera 1987 si è svolta tra il 3 e il 5 settembre.

## Podio
| Pos.    | Atleta           | Nazionalità      | Prestazione |
| ------- | ---------------- | ---------------- | ----------- |
| Oro     | Sergey Bubka     | Unione Sovietica | 5,85 m      |
| Argento | Thierry Vigneron | Francia          | 5,80 m      |
| Bronzo  | Radion Gataullin | Unione Sovietica | 5,80 m      |

## Situazione pre-gara

### Record
Prima di questa competizione, il record del mondo (RM) e il record dei campionati (RC) erano i seguenti:
| Record                | Prestazione | Atleta                        | Data                                 | Competizione  |
| --------------------- | ----------- | ----------------------------- | ------------------------------------ | ------------- |
| Record mondiale       | 6,03 m      | Sergey Bubka Unione Sovietica | 23 giugno 1987 Praga, Cecoslovacchia |               |
| Record dei campionati | 5,70 m      | Sergey Bubka Unione Sovietica | 14 agosto 1983 Helsinki, Finlandia   | Mondiali 1983 |

### Campioni in carica
I campioni in carica a livello olimpico e mondiale erano:
| Campione | Atleta                        | Prestazione | Data                                   | Competizione         |
| -------- | ----------------------------- | ----------- | -------------------------------------- | -------------------- |
| Olimpico | Pierre Quinon Francia         | 5,75 m      | 8 agosto 1984 Los Angeles, Stati Uniti | Giochi olimpici 1984 |
| Mondiale | Sergey Bubka Unione Sovietica | 5,70 m      | 14 agosto 1983 Helsinki, Finlandia     | Mondiali 1983        |

### La stagione
Prima di questa gara, gli atleti con le migliori tre prestazioni dell'anno erano:
| Pos. | Atleta                            | Prestazione | Data                                     |
| ---- | --------------------------------- | ----------- | ---------------------------------------- |
| 1    | Sergey Bubka Unione Sovietica     | 6,03 m      | 23 giugno 1987 Praga, Cecoslovacchia     |
| 2    | Joe Dial Stati Uniti              | 5,96 m      | 18 giugno 1987 Norman, Stati Uniti       |
| 3    | Rodion Gataullin Unione Sovietica | 5,90 m      | 11 aprile 1987 Brjansk, Unione Sovietica |

## Risultati[3][4]

### Turni eliminatori
| 2Gruppi | 5 settembre | 24 iscritti    | Si qualificano alla finale chi supera i 5.55 m (Q) o si trova almeno tra i primi 14. |
| Finale  | 6 settembre | 14 concorrenti |                                                                                      |

### Qualificazioni
Giovedì 3 settembre 1987
| Pos. | Atleta            | Nazione          | Misura | Note |
| ---- | ----------------- | ---------------- | ------ | ---- |
| 1    | Marian Kolasa     | Polonia          | 5,55 m | Q    |
| 2    | Sergey Bubka      | Unione Sovietica | 5,55 m | Q    |
| 3    | Atanas Tarev      | Bulgaria         | 5,50 m | q    |
| 4    | Radion Gataullin  | Unione Sovietica | 5,40 m | q    |
| 5    | Zdenek Lubenský   | Cecoslovacchia   | 5,40 m | q    |
| 6    | Hermann Fehringer | Austria          | 5,40 m | q    |
| 7    | Bernhard Zintl    | Germania Ovest   | 5,30 m |      |
| 8    | Timo Kuusisto     | Finlandia        | 5,20 m |      |
| 9    | Liang Xueren      | Cina             | 5,10 m |      |
| 10   | István Bagyula    | Ungheria         | 5,00 m |      |
| 11   | Billy Olson       | Stati Uniti      | nm     |      |
| 12   | Philippe Collet   | Francia          | nm     |      |

| Pos. | Atleta               | Nazione          | Misura | Note |
| ---- | -------------------- | ---------------- | ------ | ---- |
| 1    | Earl Bell            | Stati Uniti      | 5,55 m | Q    |
| 2    | Ferenc Salbert       | Francia          | 5,55 m | Q    |
| 3    | Aleksandrs Obizhayev | Unione Sovietica | 5,55 m | Q    |
| 4    | Nikolay Nikolov      | Bulgaria         | 5,50 m | q    |
| 5    | Delko Lesev          | Bulgaria         | 5,50 m | q    |
| 6    | Thierry Vigneron     | Francia          | 5,50 m | q    |
| 7    | Gianni Stecchi       | Italia           | 5,40 m | q    |
| 8    | Miro Zalar           | Svezia           | 5,40 m | q    |
| 9    | Mirosław Chmara      | Polonia          | 5,20 m |      |
| 10   | Joe Dial             | Stati Uniti      | nm     |      |
| 11   | Bob Ferguson         | Canada           | nm     |      |
| 12   | Kimmo Kuusela        | Finlandia        | nm     |      |

### Finale
Sabato 5 settembre 1987
| Pos.    | Atleta               | Età | Nazione          | Misura | Nota                          |
| ------- | -------------------- | --- | ---------------- | ------ | ----------------------------- |
| Oro     | Sergey Bubka         | 23  | Unione Sovietica | 5,85 m | Record dei campionati         |
| Argento | Thierry Vigneron     | 27  | Francia          | 5,80 m |                               |
| Bronzo  | Radion Gataullin     | 21  | Unione Sovietica | 5,80 m |                               |
| 4       | Marian Kolasa        | 28  | Polonia          | 5,80 m |                               |
| 5       | Nikolay Nikolov      | 22  | Bulgaria         | 5,70 m | Miglior prestazione personale |
| 5       | Earl Bell            | 32  | Stati Uniti      | 5,70 m |                               |
| 7       | Delko Lesev          | 20  | Bulgaria         | 5,60 m |                               |
| 8       | Atanas Tarev         | 29  | Bulgaria         | 5,60 m |                               |
| 9       | Aleksandrs Obizhayev | 27  | Unione Sovietica | 5,50 m |                               |
| 10      | Ferenc Salbert       | 23  | Francia          | 5,50 m |                               |
| 11      | Gianni Stecchi       | 29  | Stati Uniti      | 5,40 m |                               |
| 12      | Miro Zalar           | 30  | Svezia           | 5,30 m |                               |
| 13      | Hermann Fehringer    | 24  | Austria          | nm     |                               |
| 14      | Zdeněk Lubenský      | 24  | Cecoslovacchia   | nm     |                               |